# Foreshadowing Our Demise
Foreshadowing Our Demise es el segundo Álbum de estudio de la banda de death metal Skinless. Fue lanzado el 23 de abril de 2001, esta vez por Relapse Records, y al igual que su anterior álbum, contiene canciones en esta ocasión de su segunda demo. También se realizó una edición limitada en vinilo rojo, lanzado por Soul Reaper Records

## Lista de canciones
| N.º | Título                     | Duración |  |
| 1.  | «Foreshadowing Our Demise» | 3:56     |  |
| 2.  | «Smothered»                | 5:34     |  |
| 3.  | «The Optimist»             | 5:43     |  |
| 4.  | «Salvage What's Left»      | 3:43     |  |
| 5.  | «Tug of War Intestine»     | 3:16     |  |
| 6.  | «Affirmation of Hatred»    | 5:17     |  |
| 7.  | «Enslavement»              | 5:52     |  |
| 8.  | «Merrie Melody»            | 3:37     |  |
| 9.  | «Pool of Stool»            | 3:56     |  |

Las pistas 5, 8 y 9 pertenecen a la segunda demo de la banda.
La pista 3 contiene un clip de audio del propietario de WWF/E Vince McMahon, de un episodio de Smackdown

## Personal
Noah Carpenter - guitarra
Sheerwood Webber - voz, percusión adicional
Joe Keyser - bajo
Bob Beaulac - batería